# 벤더-게슈탈트 검사
벤더-게슈탈트검사(Bender-Gestalt Test, BGT)는 로샤검사, 주제통각검사, 집-나무-사람 검사와 함께 투사적 기법의 심리검사 중 하나로 분류되며 객관적 검사기법인 웩슬러 지능검사나 MMPI등과 함께 임상심리학에서 지속적으로 사용되온 심리측정도구이다. 벤더도형검사라고도 불린다.

## 투사적 모사
표현과 관련하여 제시되는 도형에대한 스스로의 형태 모사(模寫)이다. 이러한 어떤 그림의 본을 떠서 똑같이 그림을 모사(模寫)과정을 통해 투사적 기법의 방법이 사용된다.
|                                            |
| 투사적 모사가 가능한 형태(게슈탈트)의 도형 |

## 개발
1938년 로레타 벤더(Lauretta Bender)는 게슈탈트심리학자인 막스 베르트하이머(Max Wertheimer)가 지각연구에 사용한 기하학적 도형들중 9개를 아동의 성장정도를 알아보기위해 사용하기 시작하였다. 세계2차대전 등을 겪으며 훗날 간편성으로 인해 전연령에서 사용가능하다는것과 비언어적이기에 언어등 문화적 배경이라는 변수도 컨트롤할 수 있다는 점에서 그 우수성을 평가받았다.

## 같이 보기
- 지능지수
- 신경심리검사